# Кубок Двохсотріччя з футболу 2019
Кубок Двохсотріччя 2019 — 1-й розіграш кубкового футбольного турніру у Перу. Першим переможцем кубка став Атлетіко Грау і таким чином кваліфікувався до Південноамериканського кубка 2020.

## Календар
| Раунд          | Дата                         | Матчі | Клуби   |
| -------------- | ---------------------------- | ----- | ------- |
| Груповий раунд | 21 червня - 8 липня 2019     | 42    | 30 → 16 |
| 1/8 фіналу     | 10-13 серпня 2019            | 8     | 16 → 8  |
| 1/4 фіналу     | 3-5 вересня 2019             | 4     | 8 → 4   |
| 1/2 фіналу     | 25-26 вересня/17 жовтня 2019 | 4     | 4 → 2   |
| Фінал          | 8 листопада 2019             | 1     | 2 → 1   |

## 1/8 фіналу
| Команда 1              | Рахунок      | Команда 2                        |
| ---------------------- | ------------ | -------------------------------- |
| 10 серпня 2019         |              |                                  |
| Академія Кантолао      | 3:3 пен. 3:2 | Депортіво Бінасьйональ           |
| Уніон Комерсіо         | 1:2          | Сентро Депортіво Мунісіпаль      |
| 11 серпня 2019         |              |                                  |
| Мельгар                | 1:2          | Реал Гарсіласо                   |
| Спорт Лорето (2)       | 0:4          | Спорт Уанкайо                    |
| Депортіво Коопсоль (2) | 1:1 пен. 5:3 | Універсідад Сан-Мартін           |
| Атлетіко Грау (2)      | 2:2 пен. 7:6 | Універсідад Текніка де Кахамарка |
| 12 серпня 2019         |              |                                  |
| Лос Кайманес (2)       | 0:2          | Універсітаріо де Депортес        |
| 13 серпня 2019         |              |                                  |
| Спорт Бойз             | 2:2 пен. 3:4 | Спортінг Крістал                 |

## 1/4 фіналу
| Команда 1              | Рахунок      | Команда 2                   |
| ---------------------- | ------------ | --------------------------- |
| 3 вересня 2019         |              |                             |
| Атлетіко Грау (2)      | 1:1 пен. 5:3 | Спортінг Крістал            |
| 4 вересня 2019         |              |                             |
| Депортіво Коопсоль (2) | 1:1 пен. 4:3 | Універсітаріо де Депортес   |
| 5 вересня 2019         |              |                             |
| Академія Кантолао      | 1:0          | Реал Гарсіласо              |
| Спорт Уанкайо          | 4:0          | Сентро Депортіво Мунісіпаль |

## 1/2 фіналу
| Команда 1                 | Заг. | Команда 2         | 1-й матч | 2-й матч |
| ------------------------- | ---- | ----------------- | -------- | -------- |
| 25 вересня/17 жовтня 2019 |      |                   |          |          |
| Депортіво Коопсоль (2)    | 2:7  | Атлетіко Грау (2) | 1:3      | 1:4      |
| 26 вересня/17 жовтня 2019 |      |                   |          |          |
| Спорт Уанкайо             | 2:0  | Академія Кантолао | 2:0      | 0:0      |

## Фінал
| 8 листопада 2019 3:00 (EEST) |

| Атлетіко Грау (2) | 0:0 пен. 4:3 | Спорт Уанкайо |
| ----------------- | ------------ | ------------- |
|                   | Протокол     |               |

| Естадіо Мігель Грау, Кальяо Арбітр: Едвін Ордоньєс |